# Campagne de Liaoshen
Guerre civile chinoise
La campagne de Liaoshen (pinyin : Liáoshěn huìzhàn), abréviation de campagne de Liaoning-Shenyang d'après la province de Liaoning et sa capitale Shenyang administrée directement par les Yuan, fut la première des trois grandes campagnes militaires (avec la campagne de Huaihai et la campagne de Pingjin) lancées par l'Armée populaire de libération communiste (APL) contre le gouvernement nationaliste du Kuomintang pendant la dernière phase de la guerre civile chinoise. Cet engagement est également connu du Kuomintang sous le nom de campagne de Liaohsi, et a eu lieu entre septembre et novembre 1948, durant un total de 52 jours. La campagne prit fin après que les forces nationalistes eurent subi des défaites écrasantes à travers la Mandchourie, perdant les principales villes de Jinzhou, Changchun et finalement Shenyang, ce qui conduisit à la capture de toute la Mandchourie par les forces communistes. La victoire de la campagne a permis aux communistes d'obtenir un avantage numérique stratégique sur les nationalistes pour la première fois de leur histoire.

## Contexte

### Course à la Mandchourie
La Mandchourie, également appelée « Nord-Est de la Chine » dans les récits contemporains, était la région la plus industrialisée de Chine. Au lendemain de la Seconde Guerre sino-japonaise, la Mandchourie fut placée sous occupation soviétique. Les nationalistes comme les communistes commencèrent leur expansion dans la région après le retrait soviétique en mars 1946. Après l'offensive communiste d'hiver de 1947 dans le Nord-Est de la Chine, l'APL s'était considérablement développée dans le Nord-Est, surpassant les nationalistes en termes de puissance opérationnelle totale dans cette région pour la première fois depuis le début de la guerre civile. Face à la détérioration de la situation des nationalistes, Tchang Kaï-chek décida de remplacer Chen Cheng par Wei Lihuang à la tête des forces nationalistes du Nord-Est.

### Prélude

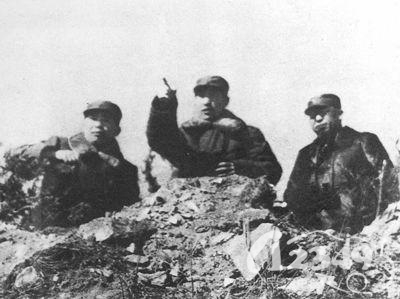
Le chef d'état-major, le commandant et le commissaire politique de l'armée de campagne du Nord-Est de l'APL (respectivement de gauche à droite) : Liu Yalou, Lin Biao et Luo Ronghuan

En janvier 1948, les forces communistes du Nord-Est furent rebaptisées Armée de campagne du Nord-Est, sous le commandement de Lin Biao. Les forces nationalistes hésitaient à réagir à l'expansion communiste, Wei Lihuang étant en conflit direct avec Tchang sur les stratégies nationalistes dans le Nord-Est. Wei estimait qu'il valait mieux « préserver le statu quo » et se concentrer sur la défense de Shenyang et Changchun, tandis que Tchang insistait pour que Wei se retire de ces deux villes et concentre les forces nationalistes dans la région de Jinzhou-Huludao afin d'empêcher l'APL de pénétrer dans la plaine de Chine du Nord par le col de Shanhai,.
Au printemps 1948, les forces communistes contrôlaient les campagnes du Nord-Est de la Chine, isolant les forces nationalistes de Shenyang, Changchun et Jinzhou. De plus, l'APL avait pris le contrôle de la ligne de chemin de fer de Jingha, coupant ainsi les voies de ravitaillement terrestres nationalistes vers Shenyang et Changchun. Par conséquent, les approvisionnements des forces nationalistes du Nord-Est ont dû être acheminés par voie aérienne, ce qui s’est avéré largement inefficace et non durable.

## Offensive communiste

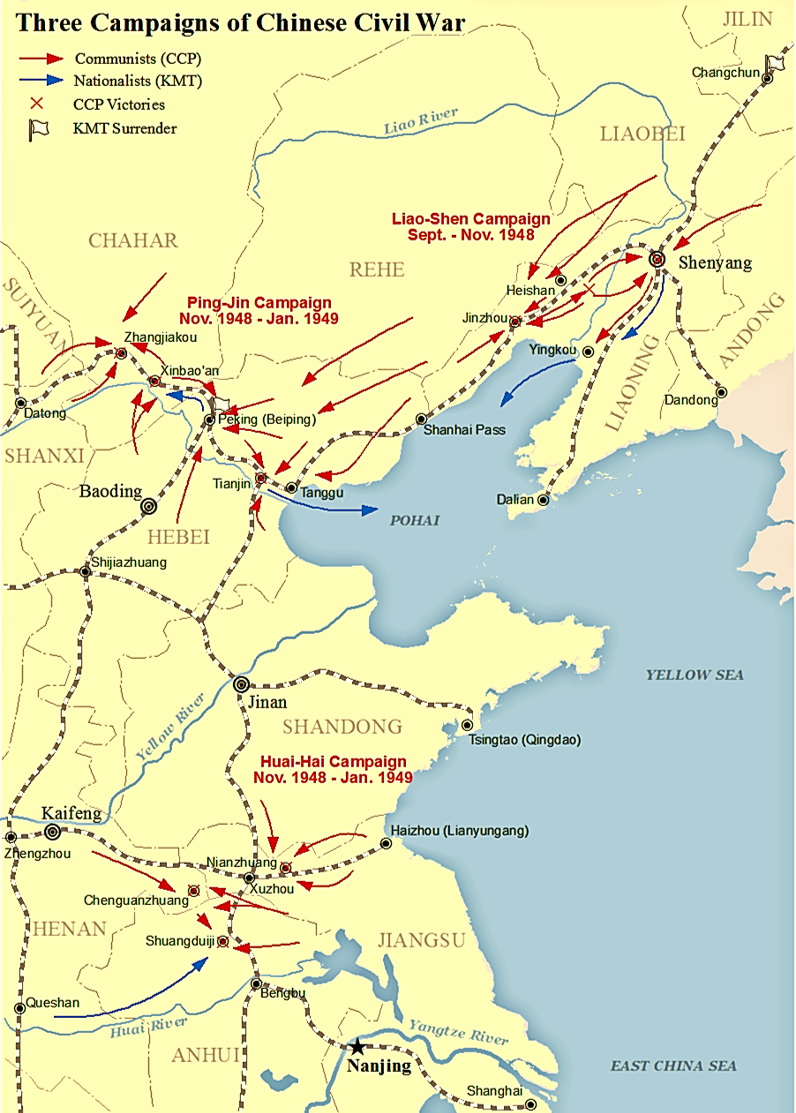
Carte montrant la campagne de Liaoshen comme l'une des trois campagnes de la guerre civile chinoise

### Jinzhou
Jinzhou était un point clé du corridor de Liaoxi, principal passage terrestre entre la Mandchourie et la plaine de Chine du Nord. Le 12 septembre 1948, l'armée de campagne du Nord-Est se dirigea vers le sud et lança une série d'attaques le long de la ligne de chemin de fer de Pékin. Du 12 au 28 septembre, les forces communistes manœuvrèrent pour couper la ligne d'approvisionnement nationaliste reliant Qinhuangdao à Jinzhou. Le 28 septembre, elles avaient capturé Suizhong, Changli, Tashan et Yixian, contrôlant la zone entre Jinzhou et Qinhuangdao, isolant ainsi Jinzhou.
Tchang Kaï-chek arriva à Pékin le 30 septembre et tint une conférence militaire avec Fu Zuoyi. Les nationalistes rassemblèrent les 39e, 62e et 92e armées, dirigées par Hou Jingru, pour renforcer Jinzhou au sein du « Corps d'armée d'avancée vers l'Est », avec pour objectif de fortifier les positions nationalistes à Huludao. Le 2 octobre, Tchang se rendit à Shenyang pour discuter avec Wei Lihuang de la formation du « Corps d'armée d'avancée vers l'ouest ». Il ordonna à Liao Yaoxiang de renforcer Jinzhou avec la 9e armée venue de l'ouest afin de briser la tentative d'encerclement de Jinzhou par le PCC. Face aux nouveaux développements des stratégies nationalistes, Lin Biao hésita d'abord à poursuivre l'offensive communiste contre Jinzhou, mais Mao Zedong le convainquit de poursuivre l'assaut.
Le 8 octobre, l'armée de campagne du Nord-Est avait rassemblé 250 000 hommes et achevé l'encerclement de Jinzhou. Entre le 10 et le 15 octobre, les renforts nationalistes venus de l'ouest et de l'est pour Jinzhou se rapprochaient des communistes, mais ils furent définitivement stoppés à Tashan. L'assaut final sur Jinzhou débuta le 14 octobre. La ville fut capturée le soir suivant, avec le commandant nationaliste Fan Hanjie et 80 000 soldats nationalistes.

### Changchun

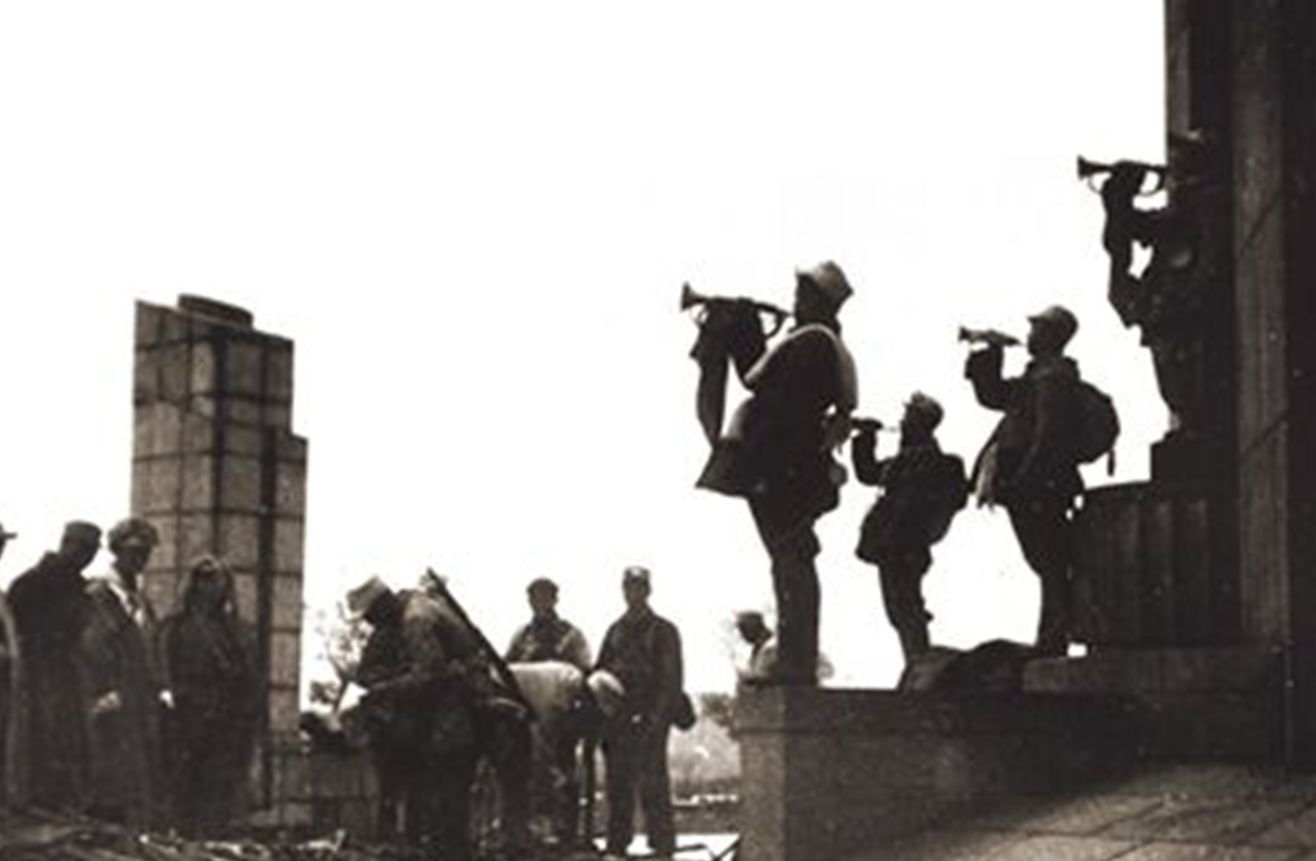
Les troupes communistes après la prise de Changchun

Changchun était encerclée depuis plus de cinq mois avant la campagne. Déjà affaiblie par la famine depuis février 1948, la population civile fuyait Changchun en grand nombre chaque jour en juin 1948. Nombre de réfugiés ne pouvaient franchir le blocus communiste et ne pouvaient revenir, les défenseurs nationalistes empêchant les réfugiés de revenir dans la ville. La garnison nationaliste ne put s'échapper de la ville malgré l'ordre de Chiang. Après la chute de Jinzhou, la 60e armée nationaliste, stationnée à l'est de la ville, fit défection du côté communiste le 17 octobre. À la suite de cette défection, la nouvelle 7e armée nationaliste accepta les conditions de reddition le 19 octobre. Les forces nationalistes restantes à Changchun rendirent la ville à l'APL le 23 octobre, et le commandant nationaliste Zheng Dongguo fut fait prisonnier de guerre.

## Contre-offensive nationaliste (21-28 octobre)

### Heishan

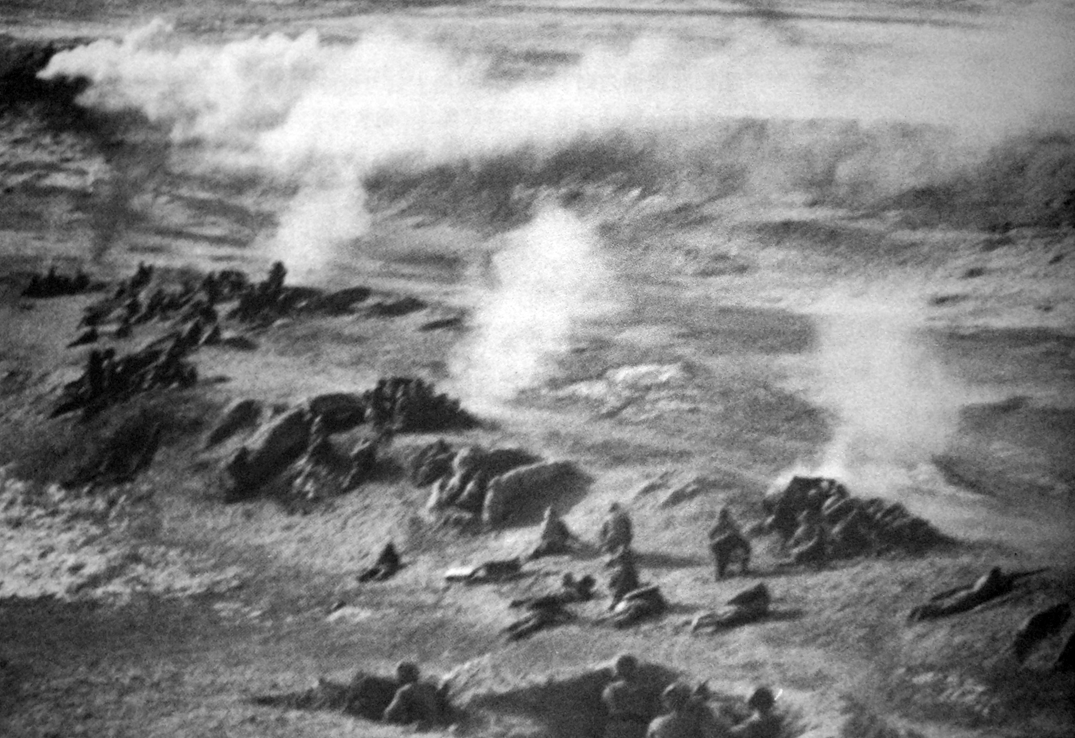
Les troupes communistes après la prise de Changchun

Après les lourdes pertes subies par les forces nationalistes à Jinzhou et Changchun, Tchang Kaï-chek envisagea de lancer une contre-offensive et de reprendre rapidement Jinzhou. Il ordonna à Liao Yaoxiang et au 9e groupe d'armées, qui avançaient depuis Shenyang, de poursuivre leur marche vers l'ouest et d'attaquer Jinzhou. Cependant, Liao et d'autres officiers nationalistes supérieurs contestèrent cette décision. Le 16 octobre, le haut commandement nationaliste parvint à un consensus et décida d'attaquer Heishan et Dahushan, couvrant ainsi leur repli sur Yingkou. La décision fut approuvée par Tchang, et le 21 octobre, le 9e groupe d'armées lança une attaque sur Heishan.
Les forces communistes défendirent Heishan et Dahushan avec succès, tandis que les forces nationalistes furent incapables de progresser. Le 9e groupe d'armées fut ensuite encerclé par le gros des forces de l'APL et définitivement vaincu. Plus de 25 000 soldats nationalistes ont été tués au combat et Liao Yaoxiang a été capturé par l'APL.

## Chute de Shenyang

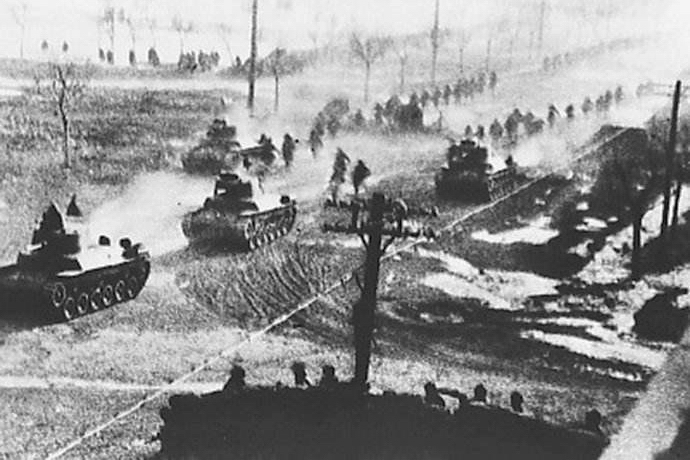
Les troupes de l'Armée populaire de libération et les chars Chi-Ha de type 97 avancent vers Shenyang.

Après la destruction du 9e groupe d'armées, l'armée de campagne du Nord-Est commença à encercler Shenyang le 29 octobre. Alors que la ville sombrait dans la confusion, le 8e groupe d'armées nationaliste s'effondra lorsque le commandant Wei Lihuang quitta Shenyang par avion le 30 octobre. Les forces communistes lancèrent l'assaut final sur Shenyang le lendemain matin, le 1er novembre, contre la garnison nationaliste de 140 000 hommes, qui capitula peu après. Le 2 novembre, Yingkou fut également prise par les forces communistes, la 52e armée nationaliste se retirant de justesse par bateau. Le reste des forces nationalistes, principalement de l'armée de l'Ouest, parvint à préserver une partie de ses effectifs en se retirant de Huludao vers Tianjin. Le Nord-Est étant totalement débarrassé des forces nationalistes, la campagne de Liaoshen toucha à sa fin.

## Conséquences
Selon Christopher Lew, la campagne de Liaoshen fut une défaite à la fois stratégique et tactique majeure pour Tchang Kaï-chek et le gouvernement nationaliste, l'objectif initial de contenir les communistes dans le Nord-Est ayant échoué après la chute de Jinzhou. Entre 1945 et 1948, Tchang envoya certaines de ses meilleures troupes du Corps expéditionnaire chinois dans le Nord-Est contre le PCC, et nombre de ces troupes furent perdues lors des campagnes suivantes. Le rôle de Mao Zedong, qui poussa Lin Biao à s'engager pleinement dans l'attaque finale de Jinzhou, rehaussa la réputation de Mao au sein du PCC. Le PCC contrôlant pleinement le Nord-Est, les garnisons nationalistes de Pékin et de Tianjin, dirigées par Fu Zuoyi, étaient désormais exposées aux attaques communistes.